# Nitrosobenzène
Le nitrosobenzène est un composé organique aromatique de formule C6H5NO. Ce composé peut être vu comme un hybride de l'oxygène singulet et de l'azobenzène. C'est un composé diamagnétique qui existe en équilibre avec son dimère.

## Production et synthèse
Le nitrosobenzène a été synthétisé la première fois par Adolf von Baeyer par réactions entre le diphénylmercure et le bromure de nitrosyle:
[C6H5]2Hg  +  BrNO  →  C6H5NO  +  C6H5HgBr
Un synthèse plus moderne met en jeu la réduction du nitrobenzène en phénylhydroxylamine, qui est ensuite oxydé par le dichromate de sodium (Na2Cr2O7). Le nitrosobenzène peut aussi être préparé par oxydation de l'aniline par l'acide peroxymonosulfurique (acide de Caro). Il est généralement purifié par une distillation à la vapeur d'eau, d'où il ressort sous la forme d'un liquide vert qui se solidifie en solide incolore.

## Réactions
Le monomère peut subir une réaction de Diels-Alder avec les diènes. La condensation avec l'aniline et ses dérivés produit des dérivés de l'azobenzène (réaction de Mills). Sa réduction produit de l'aniline.
Plus spécifiquement, le nitrosobenzène se condense avec des groupes méthylènes « activés », comme des esters maloniques, le cyanure de benzyle, etc.
Par exemple, la condensation du nitrosobenzène avec le cyanure de benzyle (PhCH2CN) donne une imine PhC(CN)=NPh (réaction d'Ehrlich-Sachs) :
Ph-CH2-CN + Ph-NO ⇒ Ph-CH(CN)-N(OH)-Ph (adduit d'oxyamination) ⇒ PhC(CN)=NPh
Parfois, la condensation avec des composés méthylénés « activés » peut donner des produits d'une O-nitroso-aldolisation :
R-CH2-CHO + Ph-NO ⇒ R-CH(CHO)-O-NHPh (adduit d'oxyamination)